# Saint-Nicolas-la-Chapelle (Aube)
 Saint-Nicolas-la-Chapelle  es una población y comuna francesa, en la región de Champaña-Ardenas, departamento de Aube, en el distrito de Nogent-sur-Seine y cantón de Nogent-sur-Seine.

## Demografía
| 88 | 70 | 68 | 70 | 61 | 79 |
| Para los censos de 1962 a 1999 la población legal corresponde a la población sin duplicidades (Fuente: INSEE [Consultar]) |    |    |    |    |    |